# Ginnastica ritmica ai Giochi della XXXIII Olimpiade - Concorso individuale
La competizione del concorso individuale di ginnastica ritmica dei Giochi Olimpici della XXXIII Olimpiade di Parigi si è svolto tra l'8 e il 9 agosto 2024 presso la Adidas Arena.
I primi posti per accedere alla competizioni sono stati assegnati tramite i Campionati mondiali di ginnastica ritmica 2022, altri 15 posti sono assegnati tramite il Campionati mondiali di ginnastica ritmica 2023; i posti non sono assegnati in modo nominativo alle ginnaste vincitrici bensì assegnati alle federazioni nazionali. La Francia non ha utilizzato il posto assegnato allo stato ospitante in quanto qualificata per la competizione. Altri cinque posti sono nominativi ed assegnati ad ogni campionato continentale. L'ultimo posto è stato assegnato dalla Commissione Tripartita dei Giochi Olimpici.

## Format della competizione
La competizione consiste di un girone di qualificazione e una finale. Le migliori 10 atlete delle qualificazione accedono direttamente in finale. Ad ogni girone le atlete si esibiscono con quattro esercizi, utilizzando ogni volta un attrezzo differente (cerchi, palle, clavette e nastro), i cui singoli punteggi vengono sommati per conteggiare il totale.

## Qualificazione
| Pos. | Nome                        |             |             |             |             | Totatle | Qual. |
| ---- | --------------------------- | ----------- | ----------- | ----------- | ----------- | ------- | ----- |
| 1    | Sofia Raffaeli              | 35.700 (1)  | 34.450 (5)  | 35.000 (2)  | 33.950 (1)  | 139.100 | Q     |
| 2    | Darja Varfolomeev           | 32.500 (12) | 36.450 (1)  | 35.250 (1)  | 32.650 (3)  | 136.850 | Q     |
| 3    | Borjana Kalejn              | 35.350 (2)  | 34.600 (4)  | 33.600 (5)  | 32.900 (2)  | 136.450 | Q     |
| 4    | Taisiia Onofriichuk         | 34.250 (5)  | 35.250 (2)  | 33.750 (4)  | 32.500 (4)  | 135.750 | Q     |
| 5    | Margarita Kolosov           | 34.550 (4)  | 33.000 (7)  | 33.800 (3)  | 30.150 (15) | 131.500 | Q     |
| 6    | Ekaterina Vedeneeva         | 34.150 (7)  | 32.600 (11) | 32.300 (8)  | 31.750 (8)  | 130.800 | Q     |
| 7    | Daria Atamanov              | 33.250 (10) | 32.700 (10) | 32.100 (9)  | 32.400 (5)  | 130.450 | Q     |
| 8    | Bárbara Domingos            | 34.750 (3)  | 33.100 (6)  | 30.200 (17) | 31.700 (9)  | 129.750 | Q     |
| 9    | Milena Baldassarri          | 33.300 (9)  | 32.750 (8)  | 30.900 (11) | 32.300 (6)  | 129.250 | Q     |
| 10   | Wang Zilu                   | 34.200 (6)  | 32.000 (15) | 30.650 (13) | 31.250 (12) | 128.100 | Q     |
| 11   | Stiliana Nikolova           | 33.900 (8)  | 34.700 (3)  | 28.050 (19) | 31.050 (13) | 127.700 | R1    |
| 12   | Fanni Pigniczki             | 32.650 (11) | 32.600 (12) | 30.450 (15) | 31.650 (10) | 127.350 | R2    |
| 13   | Elzhana Taniyeva            | 30.850 (17) | 32.000 (16) | 32.300 (7)  | 31.450 (11) | 126.600 | R3    |
| 14   | Takhmina Ikromova           | 31.700 (14) | 32.350 (13) | 30.350 (16) | 32.000 (7)  | 126.400 | R4    |
| 15   | Polina Berezina             | 29.700 (21) | 32.750 (9)  | 32.450 (6)  | 30.200 (14) | 125.100 |       |
| 16   | Vera Tugolukova             | 31.150 (15) | 31.200 (18) | 30.600 (14) | 28.800 (19) | 121.750 |       |
| 17   | Hélène Karbanov             | 30.500 (19) | 32.350 (14) | 28.650 (18) | 29.650 (16) | 121.150 |       |
| 18   | Evita Griskenas             | 30.500 (18) | 31.200 (17) | 27.550 (21) | 29.250 (17) | 118.500 |       |
| 19   | Zohra Aghamirova            | 32.500 (12) | 30.200 (20) | 26.750 (23) | 28.400 (20) | 117.850 |       |
| 20   | Alba Bautista               | 31.100 (16) | 28.100 (23) | 30.800 (12) | 27.650 (21) | 117.650 |       |
| 21   | Annaliese Dragan            | 27.200 (23) | 30.550 (19) | 31.650 (10) | 25.450 (23) | 114.850 |       |
| 22   | Alexandra Kiroi-Bogatyreva  | 30.050 (20) | 28.550 (21) | 26.850 (22) | 28.900 (18) | 114.350 |       |
| 23   | Aliaa Saleh                 | 28.700 (22) | 28.150 (22) | 27.850 (20) | 27.000 (22) | 111.700 |       |
| 24   | Praewa Misato Philaphandeth | 21.600 (24) | 21.600 (24) | 22.250 (24) | 21.900 (24) | 87.350  |       |

- In grassetto — punteggio massimo ottenuto nell'esercizio dell'attrezzo corrispondente.

## Finale
| Pos.    | Nome                |             |             |             |             | Totale  |
| ------- | ------------------- | ----------- | ----------- | ----------- | ----------- | ------- |
| Oro     | Darja Varfolomeev   | 36.300 (1)  | 36.500 (1)  | 36.350 (1)  | 33.700 (2)  | 142.850 |
| Argento | Borjana Kalejn      | 35.850 (2)  | 36.450 (2)  | 34.550 (3)  | 33.750 (1)  | 140.600 |
| Bronzo  | Sofia Raffaeli      | 35.250 (4)  | 32.900 (6)  | 35.900 (2)  | 32.250 (7)  | 136.300 |
| 4       | Margarita Kolosov   | 34.600 (6)  | 34.150 (3)  | 33.950 (6)  | 32.550 (6)  | 135.250 |
| 5       | Daria Atamanov      | 35.200 (5)  | 31.800 (9)  | 33.850 (7)  | 33.000 (3)  | 133.850 |
| 6       | Ekaterina Vedeneeva | 34.100 (7)  | 31.950 (8)  | 33.150 (8)  | 32.700 (5)  | 131.900 |
| 7       | Wang Zilu           | 35.250 (3)  | 32.700 (7)  | 34.300 (4)  | 29.300 (9)  | 131.550 |
| 8       | Milena Baldassarri  | 32.600 (8)  | 33.150 (5)  | 32.500 (9)  | 31.450 (8)  | 129.700 |
| 9       | Taisiia Onofriichuk | 30.400 (9)  | 30.900 (10) | 34.150 (5)  | 32.950 (4)  | 128.400 |
| 10      | Bárbara Domingos    | 29.600 (10) | 33.200 (4)  | 31.200 (10) | 29.100 (10) | 123.100 |

- In grassetto — punteggio massimo ottenuto nell'esercizio dell'attrezzo corrispondente.